# Osa (missile)
Il 9K33 Osa (in cirillico: 9K33 Оса, nome in codice NATO: SA-8 Gecko) è un sistema d'arma antiaereo a corto raggio, di fabbricazione sovietica, sviluppato dal NII-20 nel corso degli anni Sessanta ed entrato in servizio nel 1971 nei ranghi delle forze armate sovietiche.
Primo sistema missilistico antiaereo sovietico i cui componenti fossero tutti riuniti in un unico veicolo, è progettato per fornire difesa aerea sul campo di battaglia, neutralizzando velivoli ad ala fissa e rotante ad una distanza massima dal lanciatore di 15 km nelle versioni più recenti quali l'Osa-AK (SA-8b Mod. 0) e Osa-AKM (SA-8b Mod. 1). 
Primo ed unico sistema al mondo ad impiegare missili supersonici filoguidati, ne sono state prodotte anche una versione da esportazione, denominata Romb, ed una versione navale, denominata Osa-M (nome in codice NATO: SA-N-4 Gecko).
Impiegato in numerosi conflitti tra cui quello del Libano, del Golfo, la guerra in Ossezia del Sud e quelle libica e siriana, ha ricevuto il battesimo del fuoco nel corso della Guerra Iran-Iraq del 1980. Ha riscosso un notevole successo commerciale, venendo adottato da numerose forze armate di paesi asiatici ed africani i quali hanno elaborato anche versioni indigene sviluppate dalla propria industria nazionale.
Progressivamente sostituito a partire dagli anni Ottanta dai più moderni sistemi Tor, al 2021 risultava ancora in servizio attivo seppur in numeri contenuti.

## Caratteristiche
L'Osa presenta sensori e munizioni  in un unico veicolo, denominato BAZ-5937, derivato dal camion ZIL-167. Il mezzo è anfibio, dotato di telaio 6x6, ma privo di corazzatura, sebbene presenti nervature longitudinali di rinforzo. Ha una cabina di pilotaggio anteriore ampiamente vetrata, dove alloggiano guidatore e capocarro. Dietro vi è il comparto di combattimento, con una sala operativa per il controllo dei radar e altri 1-2 uomini. Sul retro vi è anche un impianto ad idrogetto per il movimento in acqua a circa 8 km/h. Il mezzo è avio-trasportabile. Altre attrezzature standard sono fari IR per guidare di notte in maniera furtiva, e un sistema di protezione NBC con pressurizzazione dell'abitacolo.
La rampa di lancio, quadrupla nella versione originale, è equipaggiata con 4 missili disposti a coppie su rampa di lancio, mentre 1 radar di scoperta aerea è situato in posizione sopraelevata e un radar di inseguimento bersaglio, tra due radar più piccoli d'inseguimento missili, ciascuno asservito da una telecamera ausiliaria. Le versioni AK ed AKM sono invece equipaggiate con 6 missili contenuti in altrettanti canister sigillati.
I tempi di reazione del sistema, dall'individuazione al fuoco, avviene in circa 26 secondi. La ricarica delle munizioni è possibile in 5 minuti, grazie ai veicoli di supporto che seguono ciascuna batteria.
La prassi operativa è di lanciare 2 missili sullo stesso bersaglio, sfalsati di pochi secondi.

### Sensori
Ciascun veicolo di lancio è dotato dei seguenti sensori, che permettono di acquisire automaticamente bersagli aerodinamici in volo radente: 
- 1 radar di tracciamento bersagli Land Roll con portata di 30 km in banda H (6–8GHz),
- 1 radar di tracciamento con portata di 20 km, (senza nome NATO) in banda J (14–16GHz)
- 2 radar di guida con portata di 12 km in banda I (10-20MHz)
- 2 canali televisivi LLTV in caso di forti contromisure elettroniche.

Per la copertura in quota e il coordinamento delle batterie è necessaria la presenza dei radar di reggimento.

### Armamento
L'Osa impiega i missili terra-aria della famiglia 9M33, a propellente solido e privo di booster, nelle seguenti versioni:
- 9M33: con gittata di 2–9 km ed altitudine compresa fra 50-5000 m.[1] Testata da 19 kg.

- 9M33M2: versione aggiornata della precedente, velocità massima 2,4 Mach.
- 9M33M3: con gittata massima di 15 km ed altitudine compresa fra 25-12.000 m. Testata da 40 kg. Velocità massima: 3 Mach.
- 9M33BM3: versione filoguidata della precedente, immune a disturbi ECM.

La guida è radiocomandata, asservita o sostituita da canali televisivi in caso di intense ECM di disturbo.

### SA-N-4 Gecko
La versione SA-N 4 navale è entrata quindi in servizio nel 1972, con una snella rampa di lancio binata a scomparsa. Essa è in genere presente sotto una caratteristica calotta di forma rotonda e di colore chiaro, con un deposito di 18 missili. Gli apparati radar di scoperta e fuoco sono a loro volta del tutto diversi, riuniti in un complesso 'Pop Group'.
Vi è un impianto per le corvette come le Nanucha oppure 2 come arma antiaerea primaria delle fregate Krivak I/II, mentre 2 lanciatori sono presenti come arma per la difesa ravvicinata di incrociatori come i Kara e i Kirov.
Data la guida radio, il sistema può essere disturbato da apposite ECM.
L'SA-N 4 è un sistema duale in grado di attaccare unità navali di superficie entro un raggio di 12 km.

## Impiego operativo

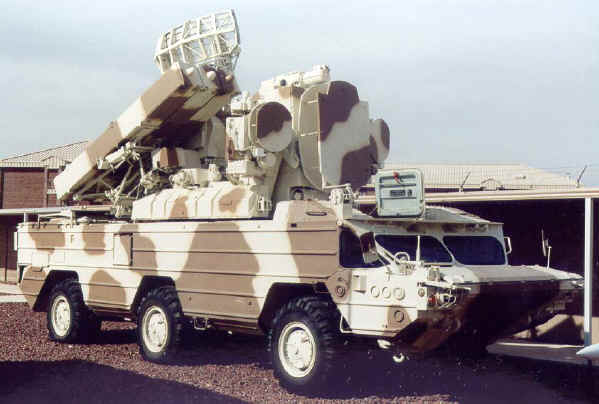
Un Osa-AK con camo desertica, ritratto presso la Nellis AFB, USA

Il sistema è entrato per la prima volta in servizio nel 1971 nella Marina e nell'Esercito sovietico.
Agli Osa iracheni sono accreditati alcuni abbattimenti di missili Tomahawk nel 1991 e pare abbiano contribuito all'abbattimento di un velivolo Tornado italiano in azione durante l'operazione Desert Storm.
Un'altra vittoria ai danni di un velivolo sudafricano è avvenuta nel 1987 in Angola.

## Composizione del sistema
Una unità antiaerea armata del sistema Osa è composta dai seguenti elementi: 
- 5 batterie da 4 veicoli lanciatori ciascuna
- 2 radar da inseguimento P-40 Long Track ad antenna piana con portata di 175km (ai lati della torretta)
- 1 radar di scoperta P-15 Flat Face ad antenna piana con portata di 250 km (posto centralmente alla torretta)
- 1 radar altimetro Thin Skin B con portata di 240km (in cima alla torretta)
- 2 veicoli ausiliari con 18 missili per ciascuna batteria

## Versioni
- 9K33 Osa (SA-8a Gecko): versione originale del sistema, introdotto in servizio nel 1972. Equipaggiato con 4 missili 9M33 su TELAR 9A33B. Gittata massima di 12 km.
- 4K33 Osa-M (SA-N-4 Gecko): versione navale entrata in servizio nel 1972. Equipaggiato con 2 missili 9M33M su lanciatore rotante retrattile Zif-122.
- 9K33M2 Osa-AK (SA-8b Gecko Mod.0): versione introdotta nel 1975 su TELAR 9A33BM2 con lanciatore a canister sigillati. Equipaggiato con 6 missili 9M33M2.
- 9K33M3 Osa-AKM (SA-8b Gecko Mod.1) versione introdotta nel 1980 su TELAR 9A33BM3. Equipaggiato con 6 missili 9M33M3 e dispositivo di riconoscimento IFF. Gittata massima estesa a 15 km.
- Saman/Saman-M: versione convertita al lancio di droni bersaglio a favore degli equipaggi dei sistemi di difesa aerea in addestramento.

## Utilizzatori

### Presenti
- Algeria

- Armenia
- Bielorussia
- Iraq
- Libia
- Siria
- Turkmenistan

### Passati
- Bulgaria
- Ecuador
- Grecia
- India
- Giordania
- Kuwait
- Polonia
- Romania
- Russia
- Unione Sovietica